# VI legislatura del Regno di Sardegna

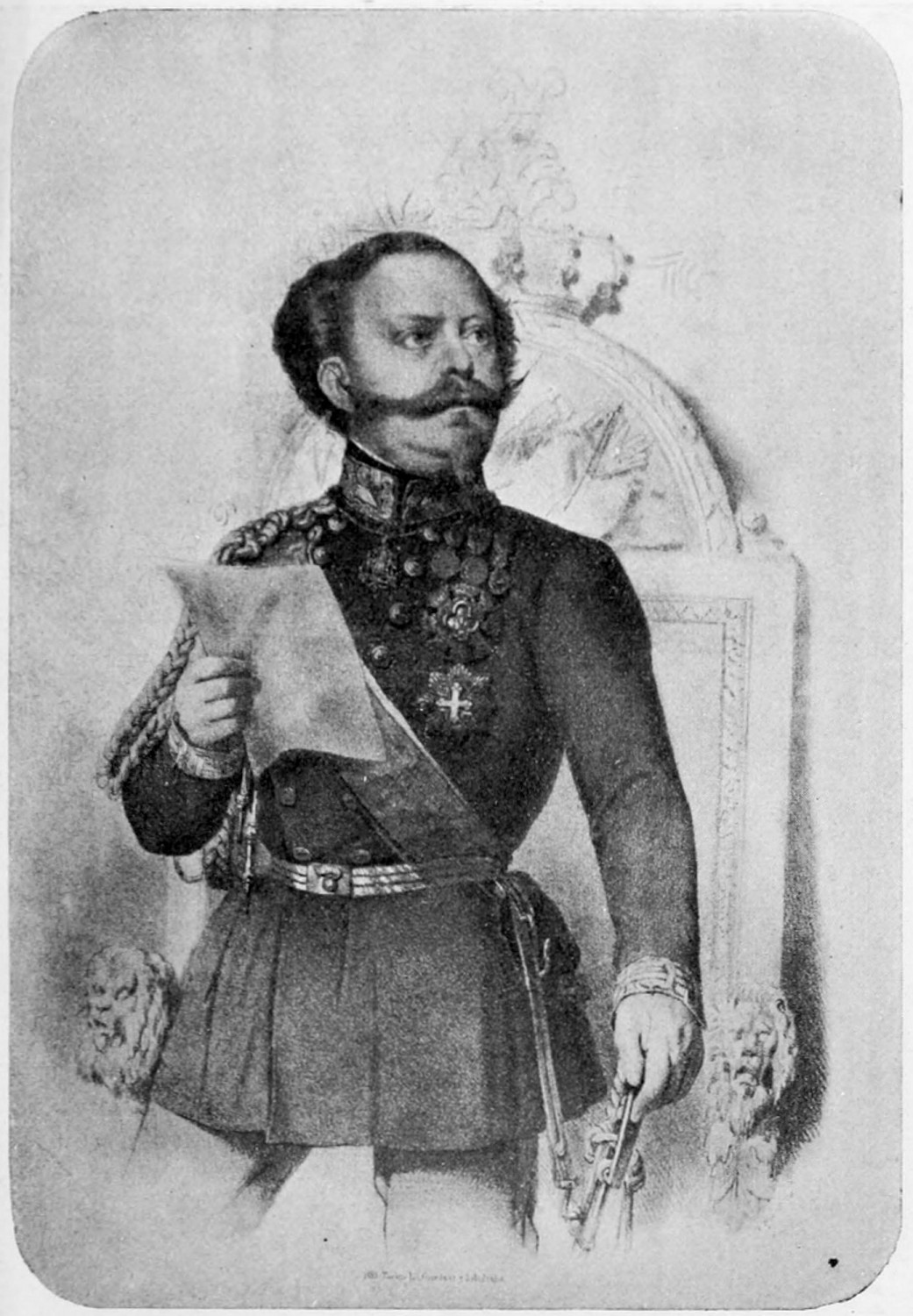
Il discorso del «grido di dolore», 10 gennaio 1859

La VI legislatura del Regno di Sardegna ebbe inizio il 14 dicembre 1857 e si concluse il 21 gennaio 1860.

## Elezioni
Il r.d. n. 2508 del 25 ottobre 1857 indiceva le elezioni generali per la Camera dei Deputati per i giorni 15 e 18 novembre 1857. Le elezioni si effettuarono a scrutinio uninominale a suffragio ristretto, secondo la legge in vigore (n. 680 del 17 marzo 1848). Gli elettori chiamati alle urne, nei 204 collegi, furono 107 324 (il 2,40% della popolazione residente) e i votanti (al primo scrutinio) 69 470 (il 64,70% degli aventi diritto).
Aperta in Torino il 14 dicembre 1857, la legislatura durò due anni, un mese e otto giorni ed ebbe due sessioni (come concesso e disciplinato dall'art. 9 dello Statuto albertino). La prima sessione fu chiusa con il r.d. n. 2899 dell'11 luglio 1858; la seconda, aperta il 10 gennaio 1859 (r.d. n. 3094 del 12 dicembre 1858) e prorogata con il r.d. n. 3356 del 30 aprile 1859, fu dichiarata chiusa il 21 gennaio 1860 (r.d. n. 3952).

## Governi
Governi formati dai Presidenti del Consiglio dei ministri su incarico reale.
1. Governo Cavour II (4 maggio 1855 - 19 luglio 1859), presidente Camillo Benso, conte di Cavour
2. Governo La Marmora I (19 luglio 1859 - 21 gennaio 1860), presidente Alfonso Ferrero, marchese della Marmora

## Parlamento Subalpino

### Camera dei deputati
I sessione
- Presidente
  - Carlo Cadorna, nominato il 16 gennaio 1858 (88 voti su 135, seconda votazione)
- Vicepresidenti
  - Agostino Depretis, nominato il 16 gennaio 1858 (93 voti su 137)
  - Luigi Zenone Quaglia, nominato il 16 gennaio 1858 (75 voti su 137, seconda votazione)

II sessione
- Presidente
  - Urbano Rattazzi, nominato il 12 gennaio 1859 (69 voti su 124)
- Vicepresidenti
  - Agostino Depretis, nominato il 12 gennaio 1859 (66 voti su 125)
  - Sebastiano Tecchio, nominato il 12 gennaio 1859 (58 voti su 115, ballottaggio in terza votazione)

Nella legislatura la Camera tenne 177 sedute.

### Senato del Regno
I sessione
- Presidente
  - Cesare Alfieri di Sostegno, nominato con regio decreto del 6 dicembre 1857
- Vicepresidenti
  - Luigi des Ambrois de Nevache, nominato con regio decreto del 6 dicembre 1857
  - Federigo Sclopis di Salerano, nominato con regio decreto del 6 dicembre 1857

II sessione
- Presidente
  - Cesare Alfieri di Sostegno, nominato con regio decreto del 19 dicembre 1858
- Vicepresidenti
  - Luigi des Ambrois de Nevache, nominato con regio decreto del 19 dicembre 1858
  - Federigo Sclopis di Salerano, nominato con regio decreto del 19 dicembre 1858

Nella legislatura il Senato tenne 62 sedute.

### Atti parlamentari
- Sessione del 1857-58. Documenti, vol. 1, Roma, 1873.
- Sessione del 1857-58. Documenti, vol. 2, Roma, 1874.
- Sessione del 1857-58. Discussioni della Camera dei Deputati, vol. 1, Roma, 1874.
- Sessione del 1857-58. Discussioni della Camera dei Deputati, vol. 2, Roma, 1874.
- Sessione del 1857-58. Discussioni della Camera dei Deputati, vol. 3, Roma, 1874.
- Sessione del 1857-58. Discussioni del Senato del Regno, Roma, 1874.
- Sessione del 1859. Documenti, vol. 1-2, Roma, 1875.
- Sessione del 1859. Discussioni della Camera dei Deputati, Roma, 1875.
- Sessione del 1859. Discussioni del Senato del Regno, Roma, 1875.